# اوتا فروماتر
اوتا فروماتر (آلمانی: Uta Frommater؛ زادهٔ ۱۲ دسامبر ۱۹۴۸) شناگر اهل آلمان بود.